# Am I OK?
Am I OK? ist ein Filmdrama von Stephanie Allynne und Tig Notaro. Es basiert auf einem größtenteils autobiografisch geprägten Drehbuch von Lauren Pomerantz. Der Film mit Dakota Johnson und Sonoya Mizuno in den Hauptrollen feierte Ende Januar 2022 beim Sundance Film Festival seine Premiere, wurde Anfang Juni 2024 in das Programm von HBO Max aufgenommen und kam Anfang Juli 2024 in die deutschen Kinos.

## Handlung
Die 32-jährige Lucy lebt in Los Angeles und arbeitet als Rezeptionistin in einem Spa. Sie und Jane pflegen schon sehr lange eine enge Freundschaft, können gegenseitig ihre Sätze beenden und wissen fast alles über das Leben der jeweils anderen. Als Jane entschließt, nach London zu ziehen, um beruflich weiterzukommen, gesteht ihr Lucy betrunken ein lange Zeit von ihr gehütetes Geheimnis. Sie mag Frauen.
Jane ermutigt sie, diese Seite ihrer Sexualität zu erforschen, und empfiehlt Lucy, ihre Kollegin Brittany, die in dem Spa als Masseurin arbeitet, anzusprechen. Lucy fasst sich ein Herz und lädt Brittany zum Abendessen zu sich nach Hause ein.

## Produktion

### Regie, Drehbuch und Filmmusik

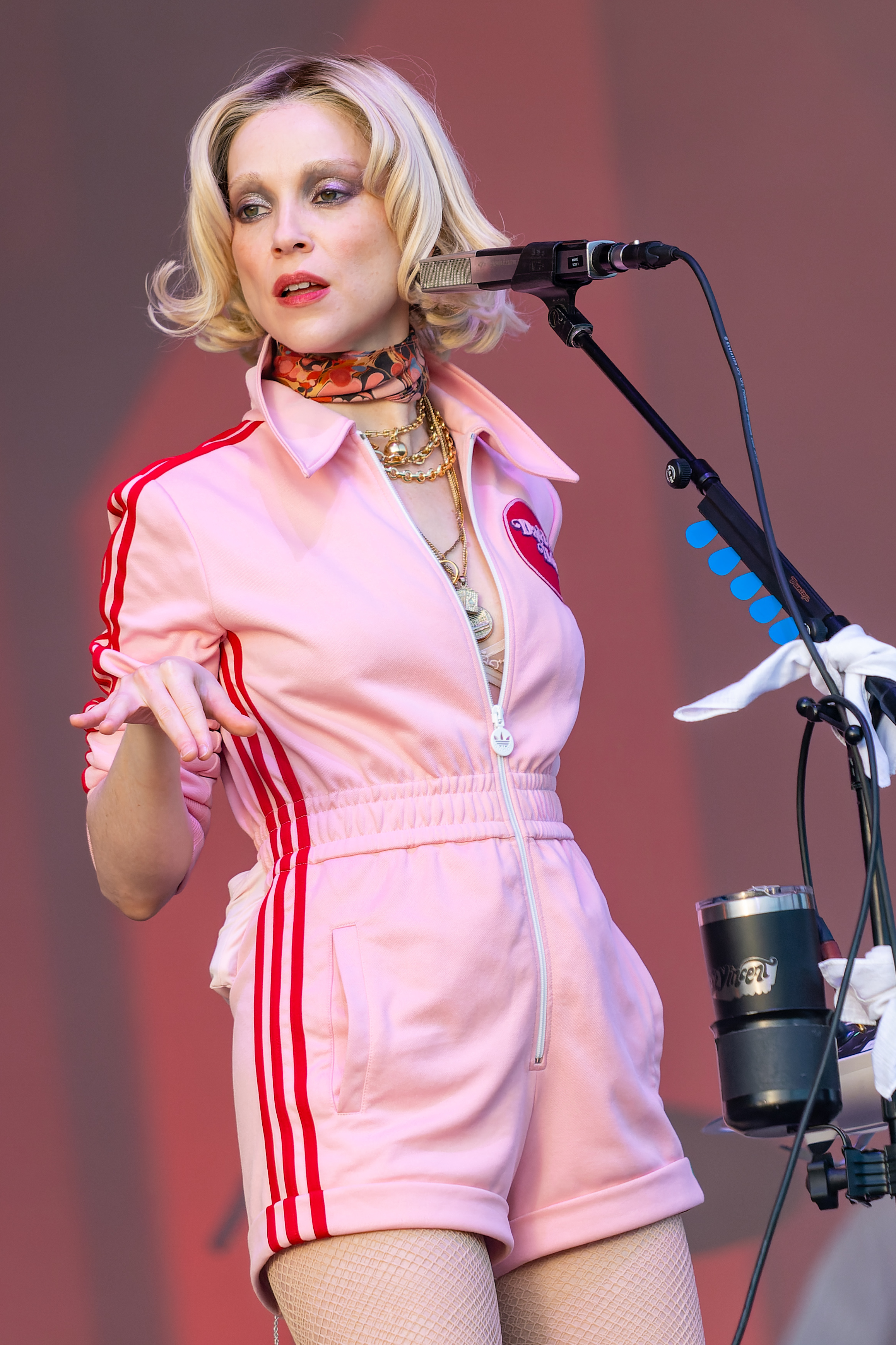
Die Musik komponierten Craig Wedren und Annie Clark (Bild)

Regie führten Stephanie Allynne und ihre Ehefrau Tig Notaro. Für die als Stand-Up-Comedienne, Schauspielerin und Drehbuchautorin bekannte Notaro handelt es sich um ihr Regiedebüt. Lauren Pomerantz schrieb das größtenteils autobiografisch geprägte Drehbuch. Sie ist als Gag-Schreiberin für die Talkshow Ellen: The Ellen DeGeneres Show und die US-Kult-Sketchparade Saturday Night Live bekannt. Die Filmmusik komponierten der Singer-Songwriter Craig Wedren und die Indie-Rock-Sängerin und dreimalige Grammy-Gewinnerin Annie Clark.

### Besetzung, Synchronisation und Dreharbeiten
Im Januar 2021 wurde die Besetzung bekannt. Dakota Johnson spielt Lucy und Sonoya Mizuno ihre beste Freundin Jane. Kiersey Clemons ist in der Rolle der Masseurin Brittany zu sehen. Jermaine Fowler spielt Janes Freund Danny und Whitmer Thomas Lucys Freund Ben. In weiteren Rollen sind Molly Gordon, June Diane Raphael und Sean Hayes zu sehen. Auch Notaro übernahm im Film eine Rolle.
Die deutsche Synchronisation entstand nach einem Dialogbuch von Jordana Bauch und der Dialogregie von Madeleine Stolze im Auftrag der FFS Film- & Fernseh-Synchron GmbH in Berlin.
Die Dreharbeiten wurden im Februar 2021 begonnen und fanden in Los Angeles statt. Als Kamerafrau fungierte Cristina Dunlap, die zuletzt für die Filme Cha Cha Real Smooth von Cooper Raiff und Amerikanische Fiktion von Cord Jefferson tätig war.

### Marketing und Veröffentlichung
Erste Vorstellungen des Films erfolgten ab dem 24. Januar 2022 beim Sundance Film Festival. Im Mai 2024 wurde der erste Trailer vorgestellt. Am 6. Juni 2024 wurde Am I OK? in den USA in das Programm von HBO Max aufgenommen. Der Kinostart in Deutschland war am 4. Juli 2024.

## Rezeption

### Kritiken
Von den bei Rotten Tomatoes aufgeführten Kritiken sind 82 Prozent positiv. Bei Metacritic erhielt der Film einen Metascore von 72 von 100 möglichen Punkten.

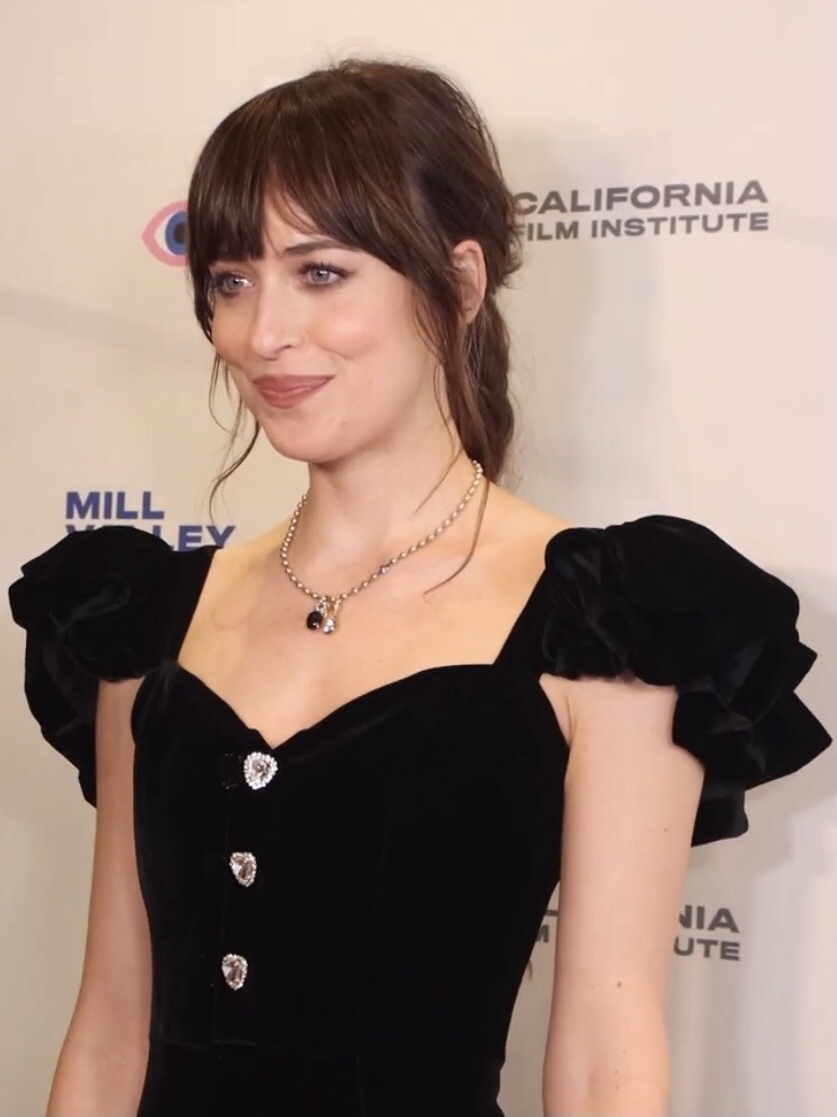
Dakota Johnson spielt Lucy

Patrick Heidmann schreibt in seiner Kritik für epd Film, dass Am I OK? weniger eine Coming-out-Geschichte ist als eine über die tiefe und dadurch nicht unkomplizierte Freundschaft zweier Frauen, sei die eigentliche Überraschung des Films und seine große Stärke. All das wäre nur halb so sehenswert, würden Dakota Johnson und Sonoya Mizuno, gerade gegensätzlich genug, aber nie bloß plumpes Klischee, nicht so ein großartiges, glaubwürdiges Freundinnenduo abgeben. Die Gefahr, dass die Queerness der Geschichte zum bloßen Running Gag ohne Hand und Fuß verkommt, bestehe bei lauter lesbischen Frauen, die die kreative Verantwortung hinter der Kamera trugen, zum Glück ebenfalls nicht.

### Auszeichnungen
Eddie Awards 2025
- Nominierung in der Kategorie Feature Film – Non-Theatrical (Kayla M. Emter und Glen Scantlebury)[17]

GLAAD Media Awards 2025
- Nominierung als Bester Streaming- oder Fernsehfilm[18]